# Historia de Guam

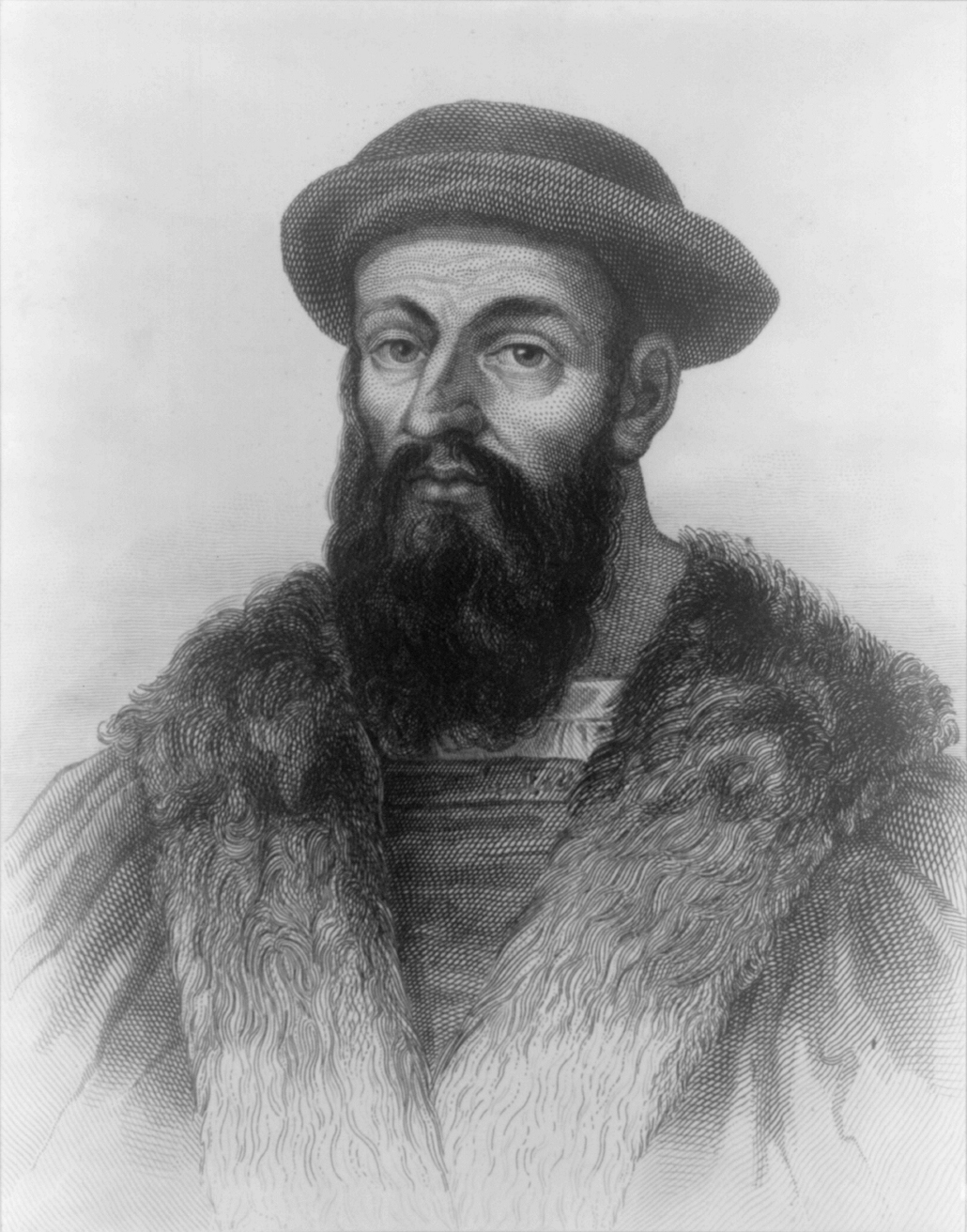
Fernando de Magallanes.

La historia de Guam o Guaján comprende sus orígenes chamorros como fase previa a la colonización española y posterior dominio estadounidense. Quizás se trate de la más amplia historia de presencia europea entre las islas del Pacífico.

## Era prehispánica
La historia de la isla antes del primer contacto con los españoles suele dividirse en los períodos: Pre-Latte (hasta antes del siglo IX) y Latte (a partir del siglo IX y hasta el siglo XVI), tomándose como hito la aparición, en las construcciones, de la piedra latte.

### Las migraciones
Se cree que la isla de Guam fue descubierta por azar por navegantes que emigraron del Sudeste Asiático alrededor del 4000 a. C. Los habitantes de Guam creen ser descendientes de los  pueblos austronesios originarios del Sudeste Asiático, llegados a la isla alrededor del 4000 a. C. Estos pueblos están emparentados lingüística y culturalmente con pueblos de Malasia, Indonesia y Filipinas. Gran parte de lo que se conoce en el pueblo chamorro como «Precontacto» viene de leyendas, mitos, evidencias arqueológicas, los relatos de los misioneros jesuitas y de las observaciones de los científicos que visitaron Guam, como Otto von Kotzebue y Louis de Freycinet.

### Los chamorros en la Antigüedad
Cuando los españoles llegaron por primera vez a Guaján, la sociedad chamorra se encontraba fuertemente estratificada: los matao o clase alta, los achaot o clase media y los mana'chang o clase baja. Los matao vivían en las aldeas costeras, lo que les facilitaba el acceso a los recursos pesqueros, mientras que los mana'chang se localizaban en el interior de la isla. Matao y mana'chang rara vez se relacionaban y frecuentemente se utilizó a los achaot como intermediarios. 
También existían los makana o chamanes, especializados en las artes curativas y la medicina. La creencia en los espíritus, llamada Taotao Mona todavía pervive como un rasgo de la sociedad pre-europea. Los primeros exploradores europeos notaron que los navíos de los chamorros comerciaban con otras islas de la Micronesia.

### El periodo Latte
Las piedras Latte son, de hecho, un desarrollo reciente en la sociedad pre-contacto chamorro. Las piedras Latte son normalmente de piedra caliza y contienen una base y una cabeza. Como en la isla de Pascua, se ha especulado enormemente sobre el origen de estas piedras, así como su construcción llevada a cabo por una sociedad que desconocía el metal y no disponía de maquinaria. La teoría más aceptada sostiene que las estatutas fueron grabadas directamente en la piedra caliza, talladas y desplazadas hasta el área de asamblea por un elaborado sistema de cuerdas y troncos. 
Asumiendo que las piedras latte fueron usadas como parte de las casas de los caciques, puede decirse que la sociedad Chamorro fue estratificándose cada vez más, tanto por el aumento natural demográfico como por la llegada de población. Aunque hay pocos datos que lo sostengan, se parte de la idea de que la sociedad Chamorro pre-europea fue una sociedad vibrante y dinámica.

## Dominio español

### La expedición de Magallanes
El 6 de marzo de 1521, Fernando de Magallanes llegó a Guam o Guaján en el transcurso de su expedición para llegar a las Molucas Él y su tripulación fueron recibidos por los chamorros, descendientes de los primitivos pueblos de Guam. Los chamorros habían desarrollado el arte del comercio realizando viajes a otros islotes cercanos. Cuando vieron llegar a los europeos provistos de mercancías en sus barcos, asumieron que ellos también comerciaban. A bordo de pequeños, rápidos y eficientes barcos llamados "proas volantes", se acercaron a la flota española ofreciéndoles alimento y agua y recibiendo a cambio hierro. Sin embargo, unos isleños arrebataron a Magallanes un bote que estaba amarrado a una de sus naves. Magallanes se acercó a tierra para recuperar su bote pero presenciando como aquellos nativos le arrojaban lanzas, se vio obligado a ajusticiar a siete de ellos e incendiar sus viviendas. Por este motivo, tanto Guaján como el resto de la Islas Marianas pasaron a ser denominadas "Las Islas de los Ladrones". Las Marianas es el nombre recibido en 1668 en honor a Mariana de Austria, viuda de Felipe IV de España.

### Evangelización

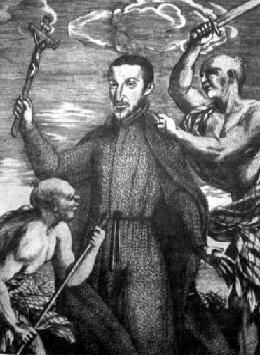
Francisco García, Istoria della conversione allá nostra Santa Fede dell'Isole Mariane, Napoli, 1686, pl. XV.

En el año de 1668 llegó a la isla el primer misionero, el jesuita Diego Luis de San Vitores, que rebautizó el archipiélago con el nombre de "Las Marianas", en nombre de la reina Mariana de Austria, viuda del rey de España Felipe IV. La actual Arquidiócesis de Agaña, denominada oficialmente Archdishop de Guam, fue erigida como vicariato el 1 de marzo de 1911, elevada a diócesis el 14 de octubre de 1965 y elevada a arquidiócesis metropolitana de 20 de mayo de 1984.

### Colonización
En cuestión de décadas, Guam -o Guaján- fue colonizada por España y durante los siguientes siglos la isla se mantuvo como colonia de la potencia hispana. Fue una importante parada en la ruta comercial española entre las Filipinas y México para las flotas de Indias, los barcos balleneros y otras industrias. Su población original disminuyó significativamente como resultado de las enfermedades. Aun así, permaneció una pequeña población de nativos chamorros austronesios. La cultura comenzó a mestizarse con la española, algo que también ocurrió con la religión, costumbres e idioma europeos.

### El galeón de Manila
Guaján fue una importante parada en la ruta entre Acapulco y las Filipinas para el comercio galeones y buques de pesca de la ballena.

## Dominio estadounidense

### La invasión de Estados Unidos
El 21 de junio de 1898, Guam fue capturada por Estados Unidos en la toma de Guam durante la Guerra hispano-estadounidense en la que el marino Henry Glass con veinte cañones en el USS Charleston forzó la rendición del último gobernador español, Juan Marina. Por el Tratado de París, España la cedió oficialmente a Estados Unidos, a cambio de una indemnización pecuniaria. Desde entonces, Guam sirvió como una estación para los barcos estadounidenses que viajan desde y hacia las Filipinas.

### La II Guerra Mundial
Durante la II Guerra Mundial, Guam fue atacada e invadida por las fuerzas armadas japonesas poco tiempo después del 7 de diciembre de 1941. La mayoría del personal militar estadounidense fue evacuado antes de la invasión. La ocupación militar japonesa duró desde 1941 hasta 1944 y fue una experiencia brutal para los chamorros, cuya lealtad hacia Estados Unidos llegó a ser un punto de contención contra los japoneses. Algunos militares estadounidenses todavía estaban en la isla y fueron ocultados por los chamorros. La batalla de Guam comenzó el 21 de julio de 1944 cuando las tropas norteamericanas desembarcaron en la isla, y Guam fue liberada del gobierno militar japonés el 10 de agosto con la victoria aliada.
Tras la liberación, el ejército estadounidense empleó mano dura en el manejo de la isla. Esto condujo finalmente al resentimiento y a la presión política por mayor libertad para la isla en los años 1950. En los primeros años de la década de los 60, bajo el presidente John F. Kennedy, Estados Unidos finalmente concedió la ciudadanía estadounidense a los chamorros y gradualmente la isla obtuvo el estatus de semi-autonomía a través del Acta Orgánica.
Las instalaciones militares estadounidenses en la isla son algunas de las bases más estratégicamente importantes en el océano Pacífico. Cuando las bases de la Armada y Fuerza Aérea en las Filipinas fueron cerradas tras la expiración de sus arriendos, la mayoría de las fuerzas estacionadas ahí fueron reubicadas en Guam.

### Últimos años
Los EE. UU. mantienen varias bases militares en Guam, incluida la base naval en la península de Orote. La presencia militar estadounidense en Guam es de vital importancia estratégica en el Pacífico. Cuando Estados Unidos cerraron sus bases militares en las Filipinas a principios de los 90, un gran número de las fuerzas aéreas y navales fueron reubicadas en Guam. 
La derogación del espacio de seguridad sobre Guam por parte del entonces presidente estadounidense John F. Kennedy en 1963 permitió el desarrollo de una incipiente industria turística. El despegue económico de la isla se debió en parte al desarrollo del turismo y en parte al aumento de las inversiones del gobierno federal durante los años 80 y 90. 
La crisis económica que afectó a Asia a finales de los 90, en la cual Japón resultó fuertemente afectada, golpeó severamente a la industria turística de Guam. Asimismo, los recortes en la inversión militar durante la década de los 90 agravó la crisis económica de la isla. La recuperación económica de la isla se vio obstaculizada por los tifones Paka en 1997 y Pongsona en 2002 y por la crisis global en el sector del turismo como resultado de los atentados del 11S. 
Actualmente hay signos de recuperación en la economía de Guam. El aumento en la llegada de turistas japoneses refleja que la economía de la isla va recuperándose poco a poco. Además, parece que Guam está erigiéndose en un destino tropical de fin de semana. De todos modos, el impacto del descenso en el gasto militar de Estados Unidos es severo, debido sobre todo a la lucha contra el terrorismo. 
Recientemente se ha propuesto el refuerzo en la inversión militar estadounidense, como sería el traslado de 8.000 efectivos de Okinawa, lo que indicaría un creciente interés de Estados Unidos en el valor geoestratégico de Guam. Se prevé que los primeros marines de Okinawa empiecen a llegar a Guam en 2012 o 2013. 
El Guam se enfrenta al mayor desafío de su historia reciente. Se trata de la lucha por la supervivencia de la cultura chamorra frente a la aculturación iniciada en los últimos años. Hay que tener en cuenta que existe hoy día un gran número de chamorros instalados en Estados Unidos, lo que dificulta la propia definición y preservación de la identidad chamorra.